# 루나나
루나나(Lunana)는 부탄 가사 현 루나나 게워그에 있는 마을이다.